# إسماعيل يس في الطيران (فلم)
إسماعيل يس في الطيران هو فيلم مصري عرض عام 1959، بطولة إسماعيل ياسين وآمال فريد ونجوى فؤاد، تأليف أبو السعود الإبياري وإخراج فطين عبد الوهاب.

## قصة الفيلم
تدور أحداث الفيلم في إطار كوميدي حول توأمين أحدهما يعمل في السينما والأخر يعمل في الطيران. يقع الأخ الذي يعمل في السينما في حب راقصة ولكنها تتجاهل مشاعره لأنها تأمل أن تتزوج من طيار ولذلك يقوم بانتحال شخصية أخيه الطيار لكي يفوز بقلبها.

## طاقم التمثيل
- إسماعيل ياسين: (إسماعيل/حسين)
- آمال فريد: (نوال)
- نجوى فؤاد: (سهير)
- رياض القصبجي: (الشاويش عطية)
- عبد المنعم إبراهيم: (عبد المنعم)
- عايدة كامل: (أشواق)
- جمالات زايد: (زوجة الشاويش عطية)
- شفيق نور الدين: (محمود - الطبال)
- محمود المليجي: (بشخصيته الحقيقية)
- زهرة العلا: (بشخصيتها الحقيقية)
- محمد شوقي: (بشخصيته الحقيقية)
- يوسف شاهين: (بشخصيته الحقيقية)
- السيد بدير: (بشخصيته الحقيقية)
- أحمد رمزي: (بشخصيته الحقيقية)
- زيزي مصطفى: (بشخصيتها الحقيقية)
- محمود لطفي: (الجرسون الاطرش بالاستوديو)
- محسن حسنين: (جرسون الكباريه)
- حسين إسماعيل
- عبد العظيم كامل: (مدير الإعلانات بالجريدة)
- دنجل: (دنجل صديق إسماعيل)
- عبد المنعم سعودي
- مختار السيد: (مساعد المخرج)
- منير الفنجري: (الفنجرى - الريجيسير)
- بندق حسن: (عامل الكلاكيت)

## فريق العمل
- إخراج: فطين عبد الوهاب
- تأليف: أبو السعود الإبياري
- مدير التصوير: علي حسن
- مونتاج: عطية عبده
- إنتاج: الشركة العربية للسينما (رمسيس نجيب)
- توزيع: شركة الشرق لتوزيع الأفلام

## روابط خارجية
- مقالات تستعمل روابط فنية بلا صلة مع ويكي بيانات